# قندشتن
قندشتن، روستایی از توابع بخش مرکزی شهرستان تربت حیدریه در استان خراسان رضوی ایران است.
این روستا، تا اواخر سال ۱۳۷۰ لوله‌کشی آب و تا سال ۱۳۸۵ خورشیدی لوله کشی گاز نداشت. از بزرگان این روستا می توان حاج مراد خفاجه و حاج اکبر ابراهیم نیا را نام برد‌.
شهید علی ابراهیم نیا و رضا ابراهیم نیا پسران این مرد و شهدای این روستا هستند. اکنون شورای این روستا جعفر یعقوب زاده و علی خانعلی هستند. 

## جمعیت
این روستا در دهستان بالا ولایت قرار دارد و براساس سرشماری مرکز آمار ایران در سال ۱۳۸۵، جمعیت آن ۸۱۷ نفر (۲۲۳خانوار) بوده‌است.